# Rico Carty
Ricardo Adolfo Jacobo Carty (Ingenio Consuelo, República Dominicana; 1 de septiembre de 1939-Atlanta, Georgia; 23 de noviembre de 2024) fue un beisbolista dominicano que disputó 15 temporadas en las Grandes Ligas (MLB), jugando para los Atlanta BravesTexas Rangers, Chicago Cubs, Oakland Athletics, Cleveland Indians y los Toronto Blue Jays.

## Carrera
Rico Carty firmó un contrato con los Milwaukee Braves hoy Bravos de Atlanta como agente libre en 1959. Carty era un excelente bateador, pero con pobres habilidades defensivas. Empezó originalmente como receptor, pero lo pasaron al jardín con el fin de disminuir sus responsabilidades en la defensa y para que tomara más turnos al bate. Después de cuatro años en las ligas menores, Carty hizo un impresionante debut en las Grandes Ligas en 1964, terminando en segundo lugar después de Roberto Clemente en el Campeonato de Bateo de la Liga Nacional con un promedio de bateo de .330, y terminando la temporada como subcampeón después de Dick Allen en la votación para Novato del año de la Liga Nacional de 1964.
Continuó bateando sobre .300 para las próximas tres temporadas, pero luego decayó en 1967, bajando a un promedio de bateo de .255, en parte debido a un hombro dislocado. Carty se perdió toda la temporada de 1968, mientras luchaba con la tuberculosis. Volvió en 1969 con un promedio de bateo de .342, ayudando a los Braves a ganar el título de la División Oeste de la Liga Nacional y finalizando en el puesto número 13 en los votos para Jugador más Valioso. Los Braves eventualmente perdería la Serie de Campeonato de la Liga Nacional de 1969 frente a los New York Mets. Esta fue la primera Serie Divisional en las Ligas Mayores de acuerdo al formato aceptados por los dueños de equipos de las Ligas Mayores.
Carty tuvo su mejor temporada en 1970 cuando bateó 25 jonrones con 101 carreras impulsadas, y ganó el Campeonato de Bateo de la Liga Nacional con un promedio de bateo de .366, el promedio más alto en las Grandes Ligas desde Ted Williams que registró un promedio de bateo en .388 en 1957. A pesar de no aparecer en la votación para los Juegos de Estrellas, fue elegido para ser el jardinero abridor para la Liga Nacional como candidato por escrito en el Juego de Estrellas de 1970, jugando junto a Hank Aaron y Willie Mays en los jardines. Carty también completó una racha de 31 partidos bateando de hits consecutivamente en 1970 (la más larga establecida por un miembro de los Braves en la historia de la franquicia hasta que fue superado por Dan Uggla en el 2011), y terminó décimo en las votaciones para el Jugador Más Valioso de la Liga Nacional.
Debido a una lesión en la rodilla sufrida durante la temporada dominicana de béisbol invernal Carty se perdió otra temporada completa de la MLB en 1971. Regresó en 1972, pero solo logró un promedio de bateo de .277. Para entonces, las relaciones de Carty con la dirigencia de los Braves se habían deteriorado, así como con sus compañeros de equipo, después de haber estado involucrado en peleas con Hank Aaron y Ron Reed. En octubre de 1972, fue cambiado a los Texas Rangers para ocupar la posición de bateador designado. Carty tuvo dificultades para adaptarse a la posición de designado, alcanzando sólo un promedio de .232 antes de ser traspasado a mitad de temporada con los  Chicago Cubs. Mientras que con los Cubs, tuvo un choque de personalidades con su tercera base Ron Santo, lo que obligó al equipo a canjear a Carty a los Oakland Athletics, un mes después. Con un promedio de bateo de .229 combinado de los tres equipos, Carty fue puesto en libertad por los Athlétics en diciembre de 1973 y, parecía que su carrera podría haber terminado.

## En la Liga Mexicana de Verano
En 1974 firmó para jugar con los Cafeteros de Córdoba en la Liga Mexicana de Béisbol, traído por Chara Manzur dueño del equipo y siendo una bomba en el ambiente nacional su contratación, dado el palmarés que tenía de su estancia en las Ligas Mayores. En Córdoba donde jugó como primera base, demostrando la efectividad y potencia con la cual bateaba. En ese momento era la estrella del equipo cafetero y posiblemente de la Liga Mexicana, teniendo un buen desempeño con lo cual regresaría posteriormente al mejor béisbol del mundo: las Ligas Mayores.  En agosto de 1974, los Cleveland Indians lo contrataron para ser su bateador designado. La carrera de Carty se rejuveneció con Cleveland, registrando un promedio de bateo de .308 con 64 carreras impulsadas en la temporada 1975, y mejorando un promedio de bateo de .310 con 83 carreras impulsadas en la temporada de 1976. En 1977, su promedio de bateo bajó a .280 Sin embargo, produjo 80 carreras impulsadas.
En marzo de 1978 los Cleveland Indians traspasan a Carty a los Toronto Blue Jays. Los Blue Jays luego lo cambiaron a los Oakland Athletics, en agosto de ese año. A la edad de 38 años, bateó para un promedio de .282 combinado con 31 jonrones y 99 carreras impulsadas. Después de serle concedida la agencia libre en noviembre de 1978, firmó un contrato para jugar con los Toronto Blue Jays antes de retirarse a finales de 1979 a la edad de 39.

### Estadísticas
En una carrera de 15 años, Carty completó 1651 juegos, acumulando 1,677 hits en 5,606 turnos al bate para un promedio de bateo de .299 a lo largo de su carrera con 204 jonrones, 890 carreras impulsadas y .369 en porcentaje de base. Terminó su carrera con un porcentaje de fildeo de .974. Durante su carrera, jugó como catcher, primera base, tercera base, jardinero y  bateador designado.

## Liga Dominicana
Carty jugó en la Liga Dominicana militando en los equipos Estrellas Orientales, Leones del Escogido, Tigres de Licey y Águilas Cibaeñas. Ostentó el liderato de jonrones con 59, siendo sustituido en 2005 por Félix José quien registró 60. 
Fue exaltado al Pabellón de la Fama del Deporte Dominicano en 1989.